# Hippocrepis emerus
Hippocrepis emerus es un arbusto de la familia de las fabáceas.

## Descripción
Arbusto bastante denso de hasta 1 m y con ramas verdes. 2-4 pares de folíolos verde oscuro lustroso, ovales y con la máxima anchura encima del centro; folíolo terminal a menudo más grande. Flores amarillo pálido, de 14-20 mm de largo, con una uña larga en el estandarte y dispuestas en grupos pedunculados de 1-5. Vaina péndula y recta de 50-110 mm de largo, con 3-12 segmentos.

## Distribución y hábitat
Oeste y centro del Mediterráneo, por el este hasta Italia peninsular. Habita en garrigas , monte bajo, linderos forestales, terrenos arbolados abiertos y acantilados sombreados. Florece en primavera. 

## Sinonimia
- Emerus major Mill., Gard. Dict. ed. 8 n.º 1 (1768)
- Coronilla emerus L., Sp. Pl. 742 (1753)
- Emerus alpestris Scheele in Flora 27: 443 (1843)
- Emerus caesalpini Medik. in Vorles. Churpfälz. Phys.-Ökon. Ges. 2: 368 (1787)
- Coronilla florida Salisb., Prodr. Stirp. Chap. Allerton 341 (1796), nom. illeg.
- Emerus fruticosus Hornem., Hort. Bot. Hafn. 695 (1815)
- Emerus hortensis Desv. in Mém. Soc. Linn. Paris 4: 299 (1826)[1]

## Nombre común
- Castellano: aliagueto (Aragón), coletuy, coroneta.[1]

## Galería

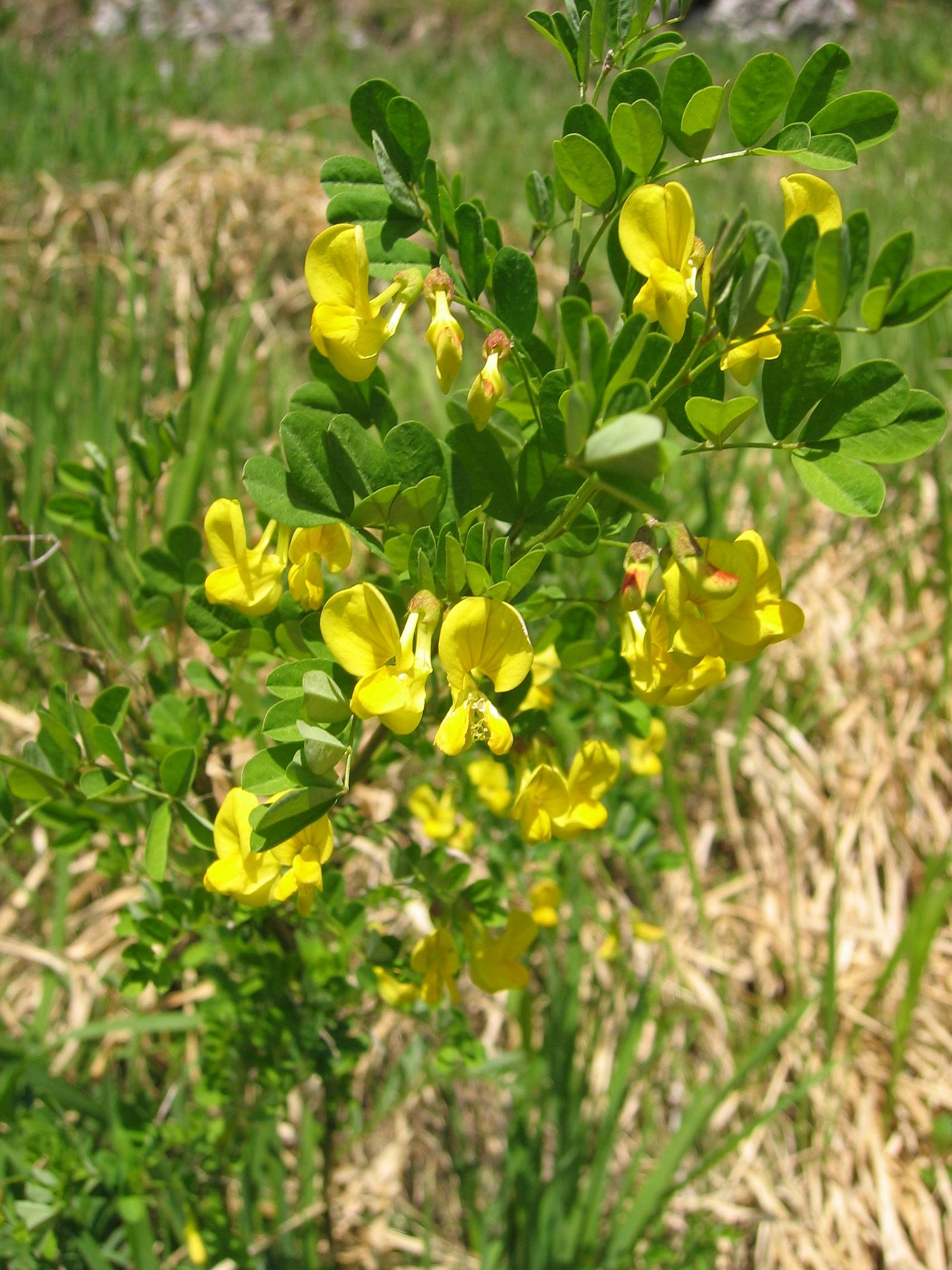
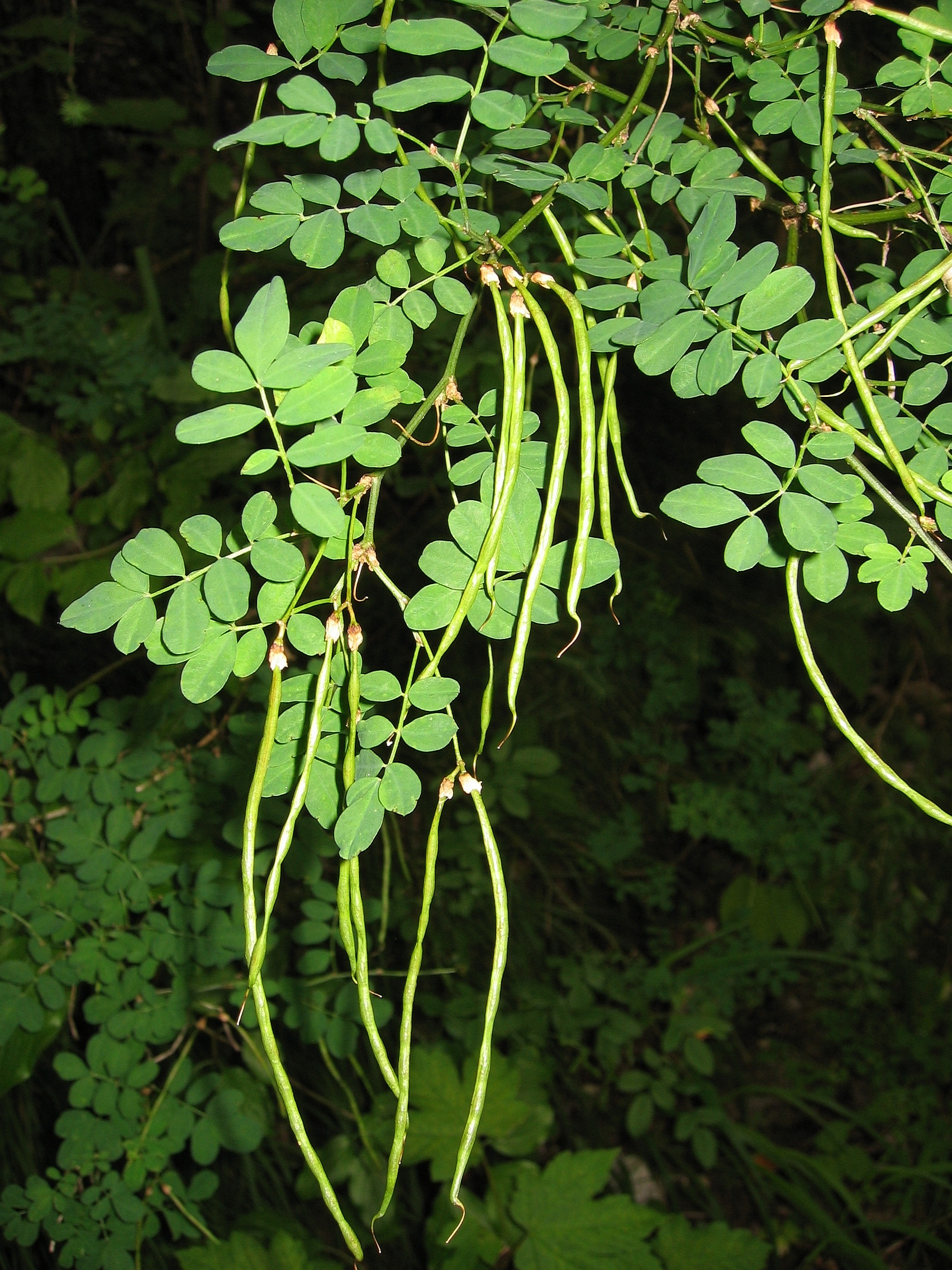
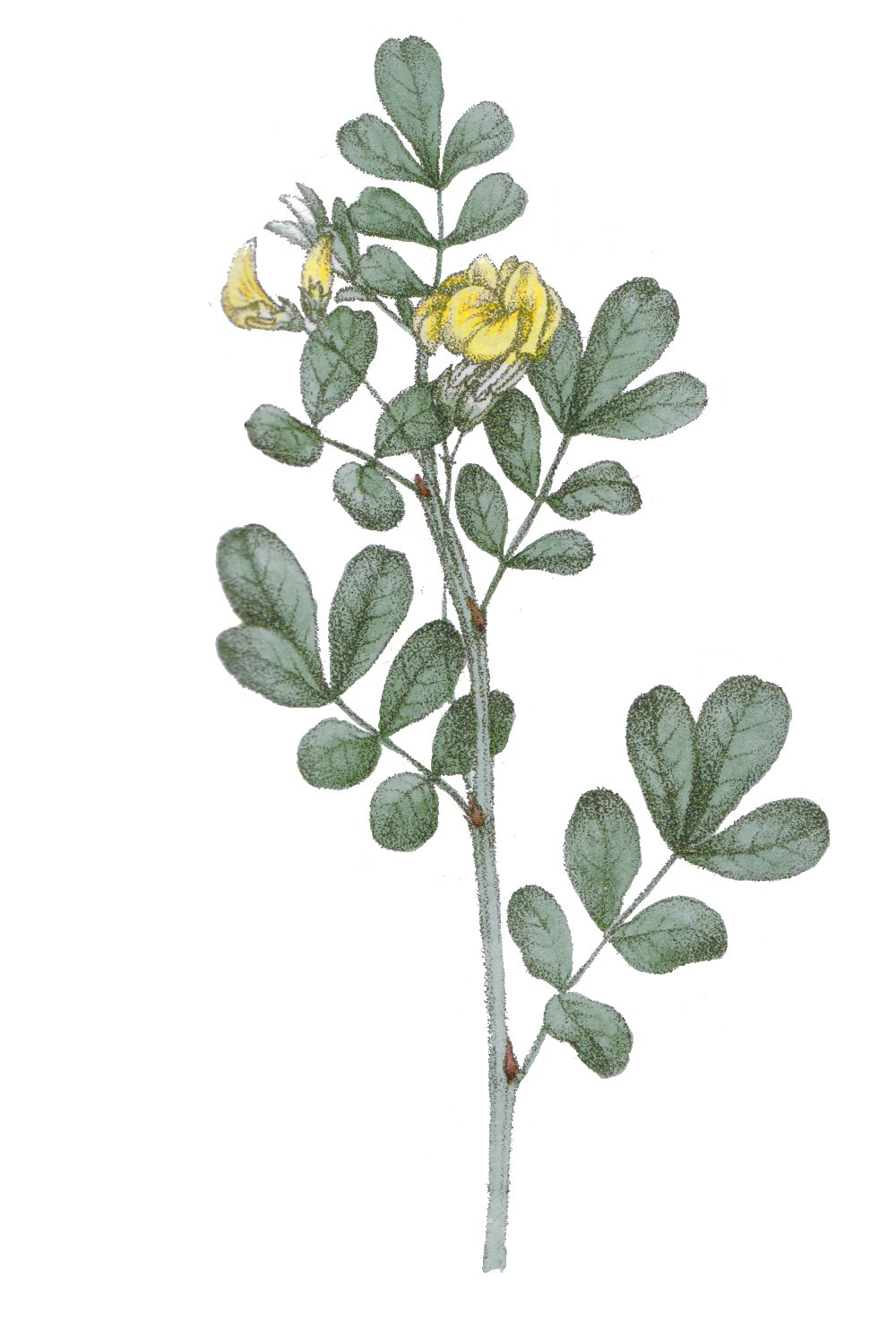